# Louis Henri René Dequin
Louis Henri René Dequin est un homme politique français né le 8 novembre 1762 à Laon (Aisne) et mort le 17 mars 1821 à Amiens (Somme).

## Biographie
Juge à Laon, il est élu député de l'Aisne au Conseil des Cinq-Cents le 24 vendémiaire an IV. Il devient juge à la Cour d'Appel d'Amiens en 1800, et conserve ses fonctions jusqu'à sa mort.

## Sources
- « Louis Henri René Dequin », dans Adolphe Robert et Gaston Cougny, Dictionnaire des parlementaires français, Edgar Bourloton, 1889-1891 [détail de l’édition]